# Piper falculispicum
Piper falculispicum är en pepparväxtart som beskrevs av Trel. & Yunck.. Piper falculispicum ingår i släktet Piper och familjen pepparväxter. Inga underarter finns listade i Catalogue of Life.